# Darling (film 1965)
Darling – brytyjski melodramat z 1965 roku w reżyserii Johna Schlesingera z główną rolą Julie Christie. Film nagrodzony trzema Oscarami i dwiema nominacjami do tej nagrody, w tym najważniejszej kategorii: dla najlepszego filmu roku.

## Fabuła
Młoda i ambitna, początkująca modelka Diana Scott, wiąże się z dziennikarzem Robertem w nadziei zostania kobietą sławną i bogatą. Mężczyzna wprowadza ją w świat śmietanki towarzyskiej i high life'u. Dianie nie przeszkadza to, że Robert porzuca swoją rodzinę, aby móc związać się z nią. Na pierwszy rzut oka modelka odnajduje stabilizację u boku dziennikarza, jednak po pewnym czasie uświadamia sobie, że pozostali adoratorzy mogą zaoferować jej znacznie więcej.

## Obsada
- Julie Christie − Diana Scott
- Laurence Harvey − Miles Brand
- Dirk Bogarde − Robert Gold
- José Luis de Villalonga − książę Cesare della Romita
- Roland Curram − Malcolm
- Brian Wilde − Willett

i inni

## Produkcja
Zdjęcia kręcono w Anglii i Włoszech w następujących lokacjach:
- Londyn (Chiswick, Hampstead, Marylebone, dom towarowy Fortnum & Mason przy ul. Piccadilly, Piccadilly Circus, stacja kolejowa Paddington);
- wyspa Capri (prowincja Neapol);
- willa Medyceuszy w Poggio a Caiano (prowincja Prato)[2][3].

## Nagrody i nominacje
- Oscar
  - najlepsza aktorka pierwszoplanowa − Julie Christie
  - najlepszy scenariusz oryginalny − Frederic Raphael
  - najlepsze kostiumy (w filmie czarno-białym) – Julie Harris
  - nominacja: najlepszy film − Joseph Janni
  - nominacja: najlepszy reżyser − John Schlesinger
- Złoty Glob
  - najlepszy film zagraniczny
  - nominacja: najlepsza aktorka w filmie dramatycznym − Julie Christie
  - nominacja: najlepszy reżyser − John Schlesinger

- BAFTA
  - najlepsza aktorka − Julie Christie
  - najlepszy aktor − Dirk Bogarde
  - najlepszy scenariusz − Frederic Raphael
  - najlepsza scenografia − Ray Simm
  - nominacja: najlepszy film − John Schlesinger
  - nominacja: najlepsze zdjęcia − Kenneth Higgins